# منزل المهیری
منزل المهیری (به عربی: منزل المهیری) یک منطقهٔ مسکونی در تونس است که در استان قیروان واقع شده‌است.